# Luddington in the Brook
Luddington in the Brook – wieś w Anglii, w hrabstwie Northamptonshire, w dystrykcie (unitary authority) North Northamptonshire, w civil parish Luddington. Leży 42 km na północny wschód od miasta Northampton i 105 km na północ od Londynu. Luddington in the Brook jest wspomniana w Domesday Book (1086) jako Lullintone/Lolinctune.